# (286) Iclea
(286) Iclea ist ein Asteroid des äußeren Hauptgürtels, der am 31. Oktober 1888 vom österreichischen Astronomen Johann Palisa an der Universitätssternwarte Wien entdeckt wurde.
Der Asteroid wurde benannt zu Ehren der Heldin des astronomischen Romans Uranie, der 1889 von Camille Flammarion veröffentlicht wurde.

## Wissenschaftliche Auswertung
Aus Ergebnissen der IRAS Minor Planet Survey (IMPS) wurden 1992 Angaben zu Durchmesser und Albedo für zahlreiche Asteroiden abgeleitet, darunter auch (286) Iclea, für die damals Werte von 94,3 km bzw. 0,05 erhalten wurden. Nach der Reaktivierung von NEOWISE im Jahr 2013 und Registrierung neuer Daten wurden die Werte 2016 angegeben mit 100,6 oder 109,5 km bzw. 0,03, diese Angaben beinhalten aber hohe Unsicherheiten.
Eine spektroskopische Untersuchung von 820 Asteroiden zwischen November 1996 und September 2001 am La-Silla-Observatorium in Chile ergab für (286) Iclea eine taxonomische Klassifizierung als Caa- bzw. Ch-Typ.
Photometrische Messungen des Asteroiden fanden erstmals statt vom 5. März bis 26. April 2001 am Blackberry Observatory, Louisiana. Aus der während 10 Nächten aufgezeichneten Lichtkurve wurde eine Rotationsperiode von 15,365 h bestimmt.
Aus archivierten Daten des Asteroid Terrestrial-impact Last Alert System (ATLAS) aus dem Zeitraum 2015 bis 2018 wurde in einer Untersuchung von 2020 mit der Methode der konvexen Inversion für ein dreidimensionales Gestaltmodell des Asteroiden eine Position für die Rotationsachse mit einer prograden Rotation sowie eine Periode von 15,3611 h bestimmt. Aus den Daten von ATLAS konnte in einer Untersuchung von 2022 mit der Methode der konvexen Inversion noch einmal eine Rotationsperiode von 15,3615 h bestimmt werden.
Um die Kenntnis über Rotation, Form und Größe der unter den Asteroiden vorkommenden langsamen Rotatoren zu verbessern, wurden in einem Projekt photometrische Daten gesammelt und die Lichtkurven zur Erstellung von 3D-Modellen für eine Anzahl Asteroiden benutzt. Eventuell auftretende Mehrdeutigkeiten wurden durch die Einbeziehung von Daten aus Sternbedeckungen eliminiert. Für (286) Iclea konnten in einer Untersuchung von 2023 aus photometrischen Beobachtungsdaten der Jahre 2002 bis 2019 dreidimensionale Gestaltmodelle für zwei alternative Positionen der Rotationsachse mit prograder Rotation berechnet werden. Eines der Modelle passte gut zu den Daten einer Sternbedeckung am 15. Juni 2008 sowie der zuvor bestimmten Größe und Rotationsachse des Asteroiden, für dieses wurde eine Rotationsperiode von 15,36120 h und ein Durchmesser von 86+13−7 km bestimmt.